# MTV Video Music Awards 2020
La 37ª edizione degli MTV Video Music Awards si è tenuta il 30 agosto 2020, presso il Barclays Center di Brooklyn a New York. È il primo evento ospitato presso la sede dalla diffusione della pandemia di COVID-19. La cerimonia ha previsto esibizioni trasmesse da varie località in tutta la città di New York. L'evento è stato condotto dall'attrice e cantante Keke Palmer.
La lista delle candidature è stata rivelata il 30 luglio 2020: Ariana Grande e Lady Gaga si sono contese il maggior numero di nomination della serata, condividendone ben nove.
In tale edizione sono state inserite due nuove categorie riguardanti le emissioni di quarantena imposte negli Stati Uniti. Le categorie corrispondenti sono il Miglior video musicale da casa e la Miglior esibizione in quarantena.
L'artista più premiata della serata è stata Lady Gaga, che ha ottenuto 5 premi, seguita da Ariana Grande e i BTS che ne hanno ottenuti 4 ciascuno.

## Cerimonia

### Esibizioni
| Artisti                                     | Canzoni                                                      |
| Pre-show                                    | Pre-show                                                     |
| ------------------------------------------- | ------------------------------------------------------------ |
| Jack Harlow                                 | Whats Poppin                                                 |
| Tate McRae                                  | You Broke Me First                                           |
| Chloe x Halle                               | Ungodly Hour                                                 |
| Lewis Capaldi                               | Before You Go                                                |
| Machine Gun Kelly Blackbear e Travis Barker | My Ex's Best Friend Bloody Valentine                         |
| Show principale                             |                                                              |
| The Weeknd                                  | Blinding Lights                                              |
| DaBaby                                      | Peep Hole Blind Rockstar                                     |
| Miley Cyrus                                 | Midnight Sky                                                 |
| Lady Gaga                                   | Chromatica II 911 Rain on Me (con Ariana Grande) Stupid Love |
| Doja Cat                                    | Say So Like That                                             |
| Maluma                                      | Hawái                                                        |
| BTS                                         | Dynamite                                                     |
| Black Eyed Peas Nicky Jam e Tyga            | Vida loca I Gotta Feeling                                    |
| Keke Palmer                                 | Snack                                                        |
| CNCO                                        | Beso                                                         |

### Presentatori

#### Pre-show
- Nessa e Jamila Mustafa – hanno presentato il premio al Miglior gruppo e al Miglior video K-pop
- Travis Mills – ha presentato il premio al Miglior video alternativo

#### Show principale
- Keke Palmer (presentatrice della cerimonia)
- Jaden Smith – ha presentato il premio alla Miglior collaborazione
- Drew Barrymore – ha presentato il premio alla Miglior regia
- Anthony Ramos – ha presentato il premio al Miglior video latino
- Joey King – ha presentato il premio alla Canzone dell'anno
- Madison Beer – ha presentato il premio al Miglior video da casa
- Nicole Richie – ha presentato il premio al Miglior video pop e al Miglior video R&B
- Kelly Clarkson – ha presentato il premio all'Artista dell'anno
- Sofia Carson – ha presentato il premio al Miglior video con un messaggio sociale
- Bella Hadid – ha presentato il Tricon Award
- Travis Barker – ha presentato il premio al Miglior video hip-hop e ha introdotto la clip In Memoriam
- Machine Gun Kelly – ha presentato il premio al Miglior artista Push esordiente
- Bebe Rexha – ha presentato il premio al Video dell'anno

## Vincitori e candidati
In grassetto sono evidenziati i vincitori.

### Video dell'anno
- The Weeknd – Blinding Lights
- Billie Eilish – Everything I Wanted
- Eminem (featuring Juice Wrld) – Godzilla
- Future (featuring Drake) – Life Is Good
- Lady Gaga e Ariana Grande – Rain on Me
- Taylor Swift – The Man

### Artista dell'anno
- Lady Gaga
- DaBaby
- Justin Bieber
- Megan Thee Stallion
- Post Malone
- The Weeknd

### Canzone dell'anno
- Lady Gaga e Ariana Grande – Rain on Me
- Billie Eilish – Everything I Wanted
- Doja Cat – Say So
- Megan Thee Stallion – Savage
- Post Malone – Circles
- Roddy Ricch – The Box

### Miglior gruppo
- BTS
- 5 Seconds of Summer
- Blackpink
- Chloe x Halle
- CNCO
- Little Mix
- Monsta X
- Now United
- The 1975
- Twenty One Pilots

### Miglior artista Push esordiente
- Doja Cat
- Jack Harlow
- Lewis Capaldi
- Roddy Ricch
- Tate McRae
- Yungblud

### Miglior collaborazione
- Lady Gaga e Ariana Grande – Rain on Me
- Ariana Grande e Justin Bieber – Stuck with U
- Black Eyed Peas e J Balvin – Ritmo (Bad Boys for Life)
- Ed Sheeran (featuring Khalid) – Beautiful People
- Future (featuring Drake) – Life Is Good
- Karol G (featuring Nicki Minaj) – Tusa

### Miglior video pop
- BTS – On
- Halsey – You Should Be Sad
- Jonas Brothers – What a Man Gotta Do
- Justin Bieber (featuring Quavo) – Intentions
- Lady Gaga e Ariana Grande – Rain on Me
- Taylor Swift – Lover

### Miglior video hip-hop
- Megan Thee Stallion – Savage
- DaBaby – Bop
- Eminem (featuring Juice Wrld) – Godzilla
- Future (featuring Drake) – Life Is Good
- Roddy Ricch – The Box
- Travis Scott – Highest in the Room

### Miglior video R&B
- The Weeknd – Blinding Lights
- Alicia Keys – Underdog
- Chloe x Halle – Do It Again
- H.E.R. (featuring YG) – Slide
- Khalid (featuring Summer Walker) – Eleven
- Lizzo – Cuz I Love You

### Miglior video K-pop
- BTS – On
- (G)I-dle – Oh My God
- Exo – Obsession
- Monsta X – Someone's Someone
- TXT – Run Away
- Red Velvet – Psycho

### Miglior video alternativo
- Machine Gun Kelly – Bloody Valentine
- The 1975 – If You're Too Shy (Let Me Know)
- All Time Low – Some Kind of Disaster
- Finneas – Let's Fall in Love for the Night
- Lana Del Rey – Doin' Time
- Twenty One Pilots – Level of Concern

### Miglior video rock
- Coldplay – Orphans
- Blink-182 – Happy Days
- Evanescence – Wasted on You
- Fall Out Boy (featuring Wyclef Jean) – Dear Future Self (Hands Up)
- Green Day – Oh Yeah!
- The Killers – Caution

### Miglior video latino
- Maluma e J Balvin – Qué pena
- Anuel AA, Daddy Yankee e Karol G (featuring J Balvin & Ozuna) – China
- Bad Bunny – Yo perreo sola
- Black Eyed Peas, Ozuna e J. Rey Soul – Mamacita
- J Balvin – Amarillo
- Karol G (featuring Nicki Minaj) – Tusa

### Miglior video con un messaggio sociale
- H.E.R. – I Can't Breathe
- Anderson Paak – Lockdown
- Billie Eilish – All the Good Girls Go to Hell
- Demi Lovato – I Love Me
- Lil Baby – The Bigger Picture
- Taylor Swift – The Man

### Miglior video musicale da casa
- Ariana Grande e Justin Bieber – Stuck with U
- 5 Seconds of Summer – Wildflower
- Blink-182 – Happy Days
- Drake – Toosie Slide
- John Legend – Bigger Love
- Twenty One Pilots – Level of Concern

### Miglior esibizione in quarantena
- CNCO – Unplugged at Home
- Chloe x Halle – Do It from MTV's Prom-athon
- DJ D-Nice – Club MTV presents #DanceTogether
- John Legend – #togetherathome Concert Series
- Lady Gaga – "Smile" from One World: Together at Home
- Post Malone – Nirvana Tribute

### Miglior regia
- Taylor Swift – The Man (Taylor Swift)
- Billie Eilish – Xanny (Billie Eilish)
- Doja Cat – Say So (Hannah Lux Davis)
- Dua Lipa – Don't Start Now (Nabil)
- Harry Styles – Adore You (Dave Meyers)
- The Weeknd – Blinding Lights (Anton Tammi)

### Migliore direzione artistica
- Miley Cyrus – Mother's Daughter (Christian Stone)
- ASAP Rocky – Babushka Boi (ASAP Rocky e Nadia Lee Cohen)
- Dua Lipa – Physical (Anna Colomé Nogu)
- Harry Styles – Adore You (Laura Ellis Cricks)
- Selena Gomez – Boyfriend (Tatiana Van Sauter)
- Taylor Swift – Lover (Ethan Tobman)

### Migliore coreografia
- BTS – On (Son Sung Deuk, Lee Ga Hun e Lee Byung Eun)
- CNCO e Natti Natasha – Honey Boo (Kyle Hanagami)
- DaBaby – Bop (DaniLeigh e Cherry)
- Dua Lipa – Physical (Charm La'Donna)
- Lady Gaga e Ariana Grande – Rain on Me (Richy Jackson)
- Normani – Motivation (Sean Bankhead)

### Miglior fotografia
- Lady Gaga e Ariana Grande – Rain on Me (Thomas Kloss)
- 5 Seconds of Summer – Old Me (Kieran Fowler)
- Camila Cabello (featuring DaBaby) – My Oh My (Dave Meyers)
- Billie Eilish – All the Good Girls Go to Hell (Christopher Probst)
- Katy Perry – Harleys in Hawaii (Arnau Valls)
- The Weeknd – Blinding Lights (Oliver Millar)

### Miglior montaggio
- Miley Cyrus – Mother's Daughter (Alexandre Moors e Nuno Xico)
- Halsey – Graveyard (Emilie Aubry, Janne Vartia e Tim Montana)
- James Blake – Can't Believe the Way We Flow (Frank Lebon)
- Lizzo – Good as Hell (Russell Santos e Sofia Kerpan)
- Rosalía – A palé (Andre Jones)
- The Weeknd – Blinding Lights (Janne Vartia e Tim Montana)

### Migliori effetti speciali
- Dua Lipa – Physical (EIGHTY4)
- Billie Eilish – All the Good Girls Go to Hell (Drive Studios)
- Demi Lovato – I Love Me (Hoody FX)
- Harry Styles – Adore You (Mathematic)
- Lady Gaga e Ariana Grande – Rain on Me (Ingenuity Studios)
- Travis Scott – Highest in the Room (Artjail, Scissor Films e Fender)

### Canzone dell'estate
- Blackpink – How You Like That
- Cardi B (featuring Megan Thee Stallion) – WAP
- DaBaby (featuring Roddy Ricch) – Rockstar
- DJ Khaled (featuring Drake) – Popstar
- Doja Cat – Say So
- Dua Lipa – Break My Heart
- Harry Styles – Watermelon Sugar
- Jack Harlow – Whats Poppin
- Lil Baby (featuring 42 Dugg) – We Paid
- Megan Thee Stallion (featuring Beyoncé) – Savage (Remix)
- Miley Cyrus – Midnight Sky
- Pop Smoke (featuring 50 Cent & Roddy Ricch) – The Woo
- Saint Jhn – Roses
- Saweetie – Tap In
- Taylor Swift – Cardigan
- The Weeknd – Blinding Lights

### MTV Tricon Award
- Lady Gaga